# Kanjurmarg
Kanjur Marg est une banlieue du centre-est de Mumbai. La gare de Kanjurmarg est le principal point d'accès pour IIT Bombay, KV Powai, L&T, Hiranandani Gardens et d'autres endroits à Powai. La station a été construite en 1968 et porte le nom du village local de Kanjur.  

## Enseignement
- IIT Bombay